# Gambierdiscus toxicus
Gambierdiscus toxicus Adachi et Fukuyo, 1979 è un microorganismo marino dinoflagellato appartenente alla famiglia Goniodomataceae.

## Descrizione
Al microscopio si presenta come un dinoflagellato arrotondato sia superiormente che inferiormente, con una intaccatura obliqua molto caratteristica al livello del solco; in veduta laterale ha forma lenticolare ed appiattita. Il colore varia dal bruno chiaro al bruno scuro. 
Come tutti i dinoflagellati ha un guscio formato da più pezzi e bucherellato (visione migliore al microscopio elettronico).
Ha un diametro pari a quello di un capello, ed è dotato di due flagelli utilizzati per nuotare.

## Distribuzione e habitat
Si trova nelle regioni tropicali dell'oceano Atlantico, in particolare del golfo del Messico e del Pacifico. È una specie bentonica legata cioè al fondale, e si trova sulla superficie dei coralli in stato di decomposizione e sulle alghe brune morte (Fucus spp. e Laminaria spp.).
A volte è stato localizzato nel Mediterraneo.

## Biologia
Si nutre attraverso la fotosintesi.

## Tossicità
La tossina che questi dinoflagellati producono, una volta assorbita da pesci, coralli e altri animali, viene poi accumulata nella carne degli stessi e tale neurotossina è responsabile di intossicazioni alimentari (ciguatera).